# Municipio de Lake Sarah
El municipio de Lake Sarah (en inglés: Lake Sarah Township) es un municipio ubicado en el condado de Murray en el estado estadounidense de Minnesota. En el año 2010 tenía una población de 393 habitantes y una densidad poblacional de 4,19 personas por km².

## Geografía
El municipio de Lake Sarah se encuentra ubicado en las coordenadas 44°8′45″N 95°46′6″O / 44.14583, -95.76833. Según la Oficina del Censo de los Estados Unidos, el municipio tiene una superficie total de 93.8 km², de la cual 85 km² corresponden a tierra firme y (9,38 %) 8,8 km² es agua.

## Demografía
Según el censo de 2010, había 393 personas residiendo en el municipio de Lake Sarah. La densidad de población era de 4,19 hab./km². De los 393 habitantes, el municipio de Lake Sarah estaba compuesto por el 99,49 % blancos, el 0,25 % eran amerindios y el 0,25 % eran de una mezcla de razas. Del total de la población el 0,76 % eran hispanos o latinos de cualquier raza.